# Carrington (Mondkrater)
Carrington ist ein Einschlagkrater auf der nordöstlichen Mondvorderseite.
Er liegt westlich des Lacus Spei und nordöstlich des Kraters Schumacher.
Der Rand ist mäßig erodiert, das Innere relativ eben.
Der Krater wurde 1935 offiziell von der IAU nach dem britischen Astronomen Richard Christopher Carrington benannt.